# Отепяе
Отепяе (ест. Otepää, раніше ест. Nuustaku; до 1917 р. — Оденпе, нім. Odenpäh) — місто без муніципального статусу у волості Отепяе, що входить до складу повіту Валгамаа, Естонія. Відоме, перш за все, як міжнародний центр зимового спорту та туризму. Отепяе має неофіційний титул зимової столиці Естонії (на відміну від Пярну — «літньої» столиці країни).

## Географія

### Клімат
| Кліматограма Отепяе | Кліматограма Отепяе | Кліматограма Отепяе | Кліматограма Отепяе | Кліматограма Отепяе | Кліматограма Отепяе | Кліматограма Отепяе | Кліматограма Отепяе | Кліматограма Отепяе | Кліматограма Отепяе | Кліматограма Отепяе | Кліматограма Отепяе |
| --- | ------------------- | ------------------- | ------------------- | ------------------- | ------------------- | ------------------- | ------------------- | ------------------- | ------------------- | ------------------- | ------------------- |
| С | Л                   | Б                   | К                   | Т                   | Ч                   | Л                   | С                   | В                   | Ж                   | Л                   | Г                   |
| 58 −3 −7 | 47 −3 −7            | 46 2 −5             | 46 10 1             | 63 15 6             | 89 19 11            | 83 22 11            | 89 20 14            | 63 15 9             | 70 8 4              | 62 3 0              | 55 0 −4             |
| Середня макс. і мін. температури повітря (°C) Атмосферні опади (мм), за рік : 771 мм. Джерело: «Climate-Data.org» (англ.) |                     |                     |                     |                     |                     |                     |                     |                     |                     |                     |                     |

## Спорт та відпочинок

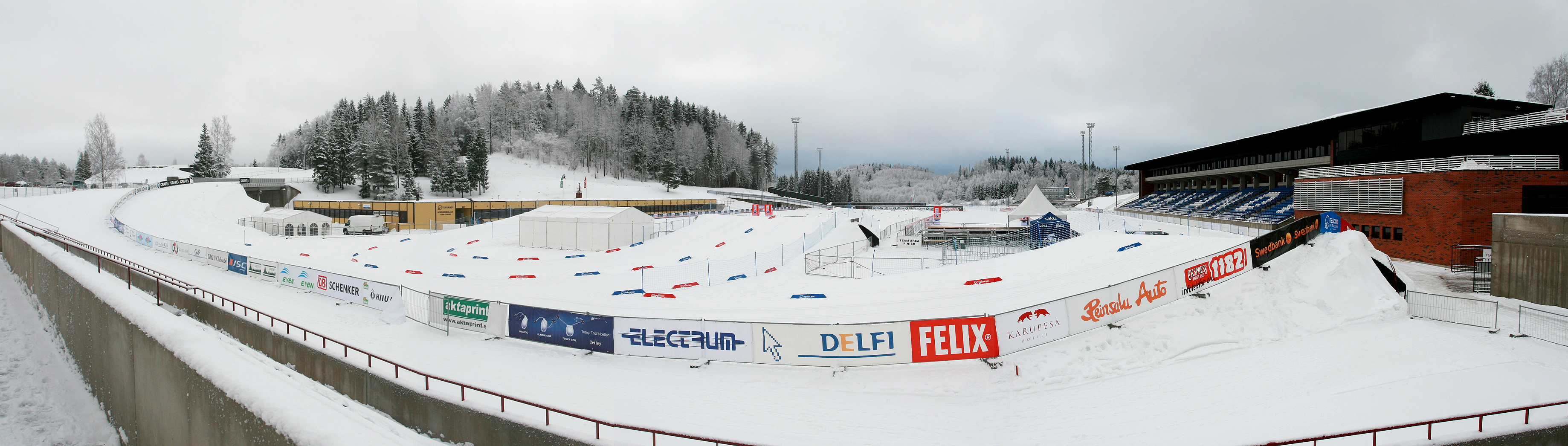
«Tehvandi Sport Center»

В Отепяе знаходиться лижний центр «Tehvandi Sport Center», де регулярно проходять спортивні заходи: зокрема, в 2010 та 2015 роках місто стало місцем проведення чемпіонатів Європи з біатлону.
В Отепяе можна займатися багатьма зимовими видами спорту: лижними гонками, стрибками з трампліну, ковзанярським спортом. В Отепяе живе і тренується Крістіна Шмігун-Вяхі — дворазова олімпійська чемпіонка з лижних гонок.

## Пам'ятки

### Замок Оденпе

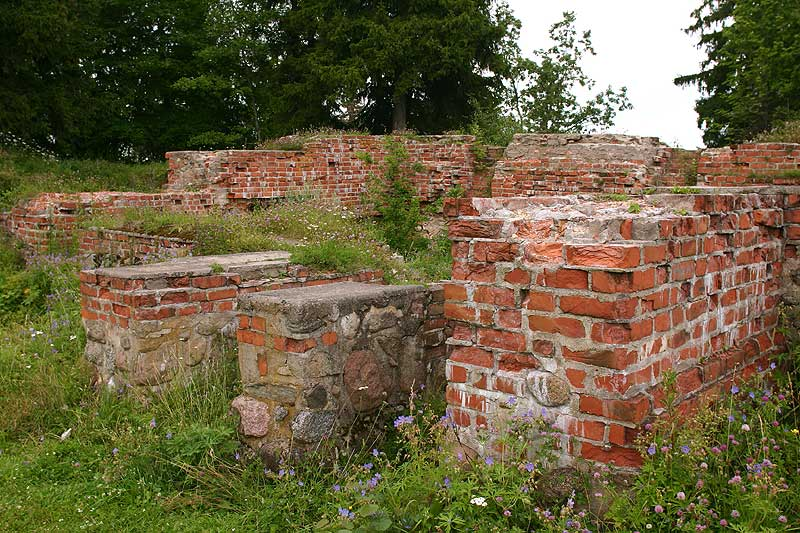
Руїни замку Оденпе

Замок Оденпе перебував на вершині крутого пагорба, оточеного ровом з водою, що робило цю фортецю однією з найміцніших в Лівонії, у зв'язку з чим у її підніжжя виросло селище — другий за величиною населений пункт Дерптського єпископства після самого Дерпту.

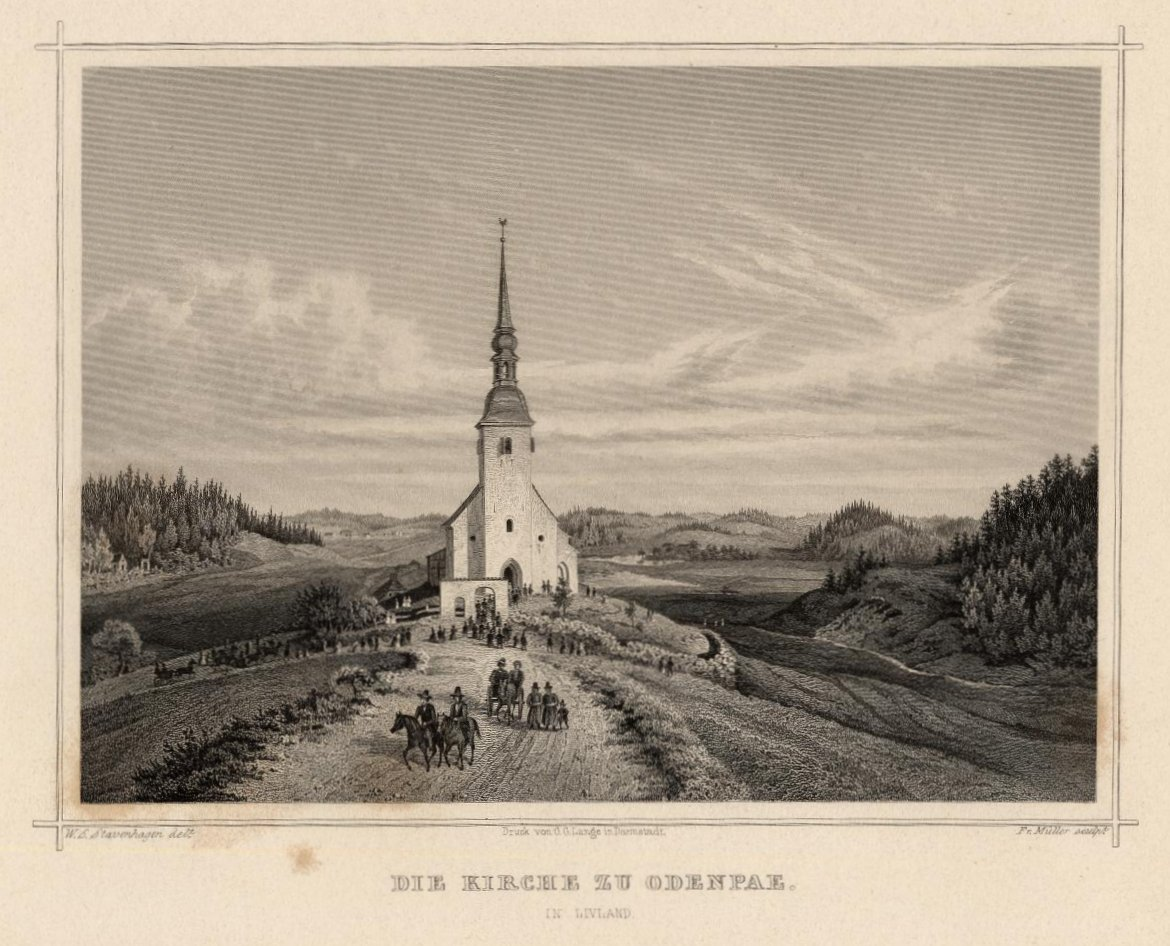
Оденпеська церква в 1866 р

Кам'яний замок, від якого до теперішнього часу залишилися лише руїни, був побудований у 1224 році з цегли та граніту в готичному стилі і став першою кам'яною оборонною спорудою в землях естів. Замок був зруйнований у 1396 році в ході боротьби між лицарями Лівонського ордену та єпископства.

### Музей естонського прапора
Музей був відкритий 23 грудня 1996 року і розмістився в будівлі отепяеської церкви. 4 червня 1884 року саме тут члени об'єднання естонських студентів вперше підняли національний прапор Естонії, який 1922 року був прийнятий як прапора незалежної Естонської Республіки.
Будинок, спочатку побудований 1671 року, у 1850 році піддався значній реконструкції. Дах у дзвіниці був закінчений в 1860 році в стилі необароко. 1890 року почалася остання перебудова церкви, після якої вона прийняла сучасний вигляд в неоготичному стилі. Неф церкви був розділений на три частини і була збільшена кількість готичних елементів, подібно англійському стилю. 1853 року в церкві був встановлений орган.
Поруч з церквою на невеликому пагорбі розташований монумент, присвячений жертвам війни за незалежність, що проходила в роки існування першої незалежної республіки. У роки радянської влади цей монумент був зруйнований, а відновлений в 1989 році.
Крім того, у місті є відкритий у 1992 році місцевий музей Отепяе, експозиція якого присвячена історії та природі муніципалітету.

## Галерея

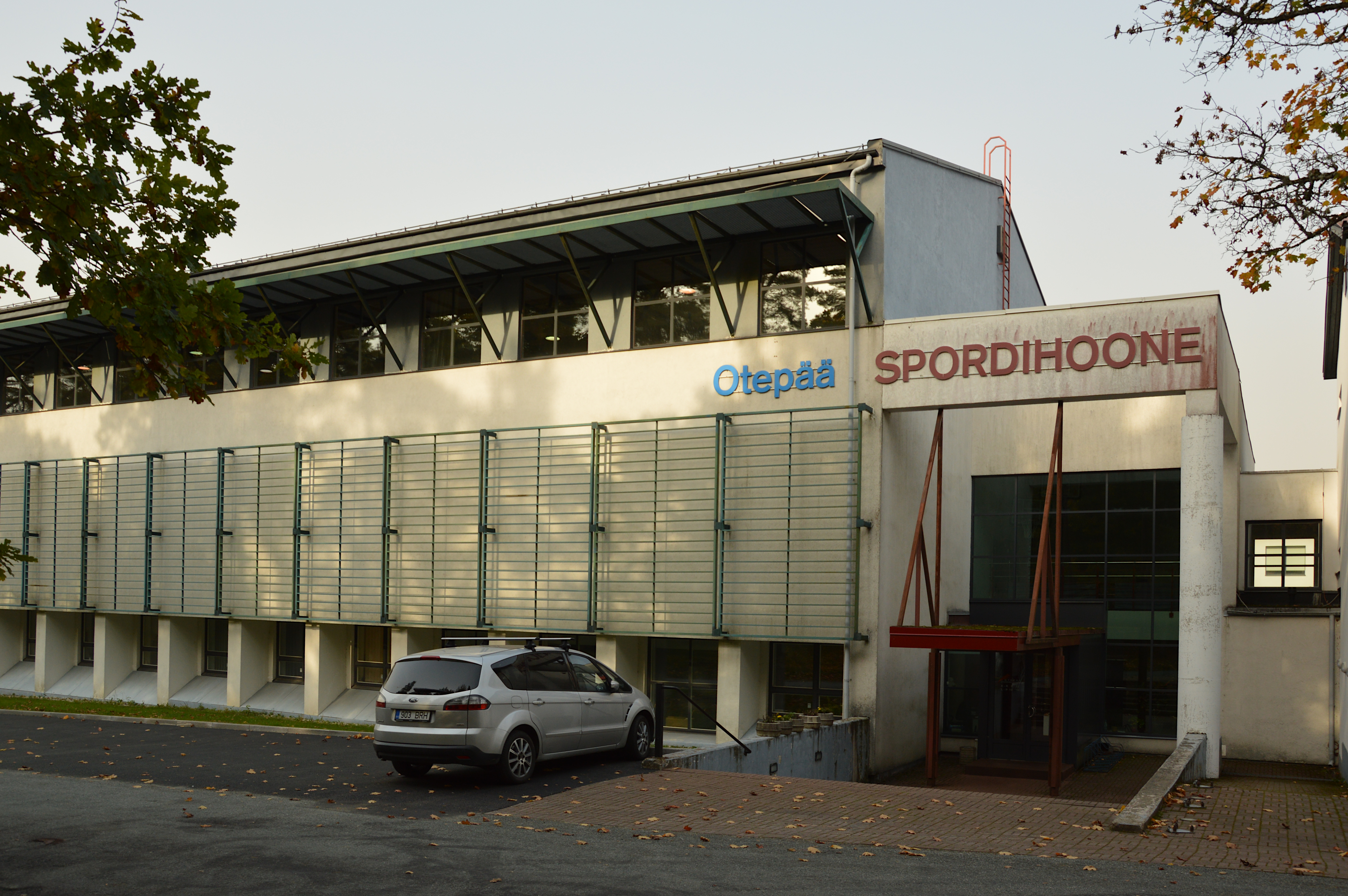
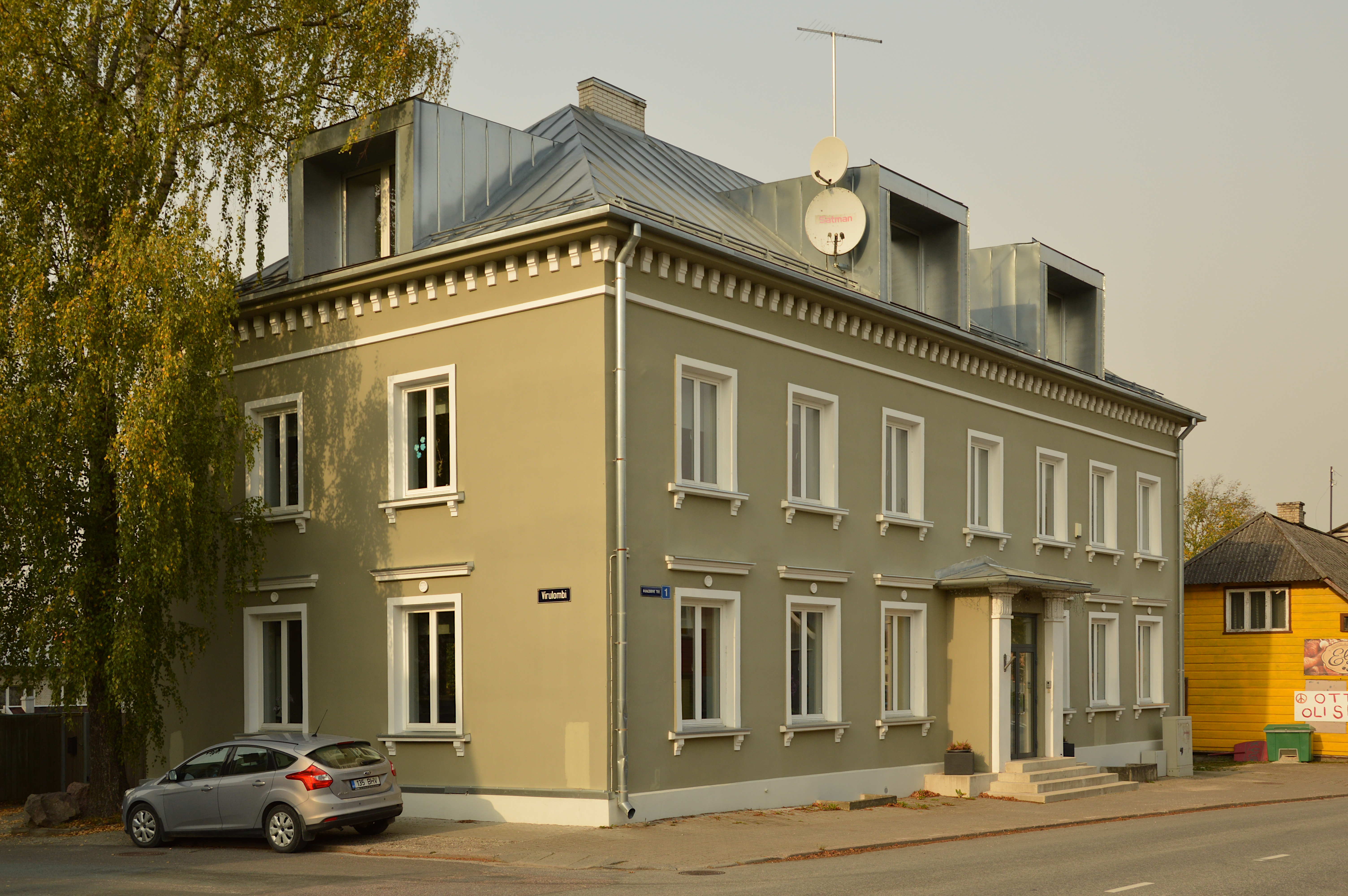
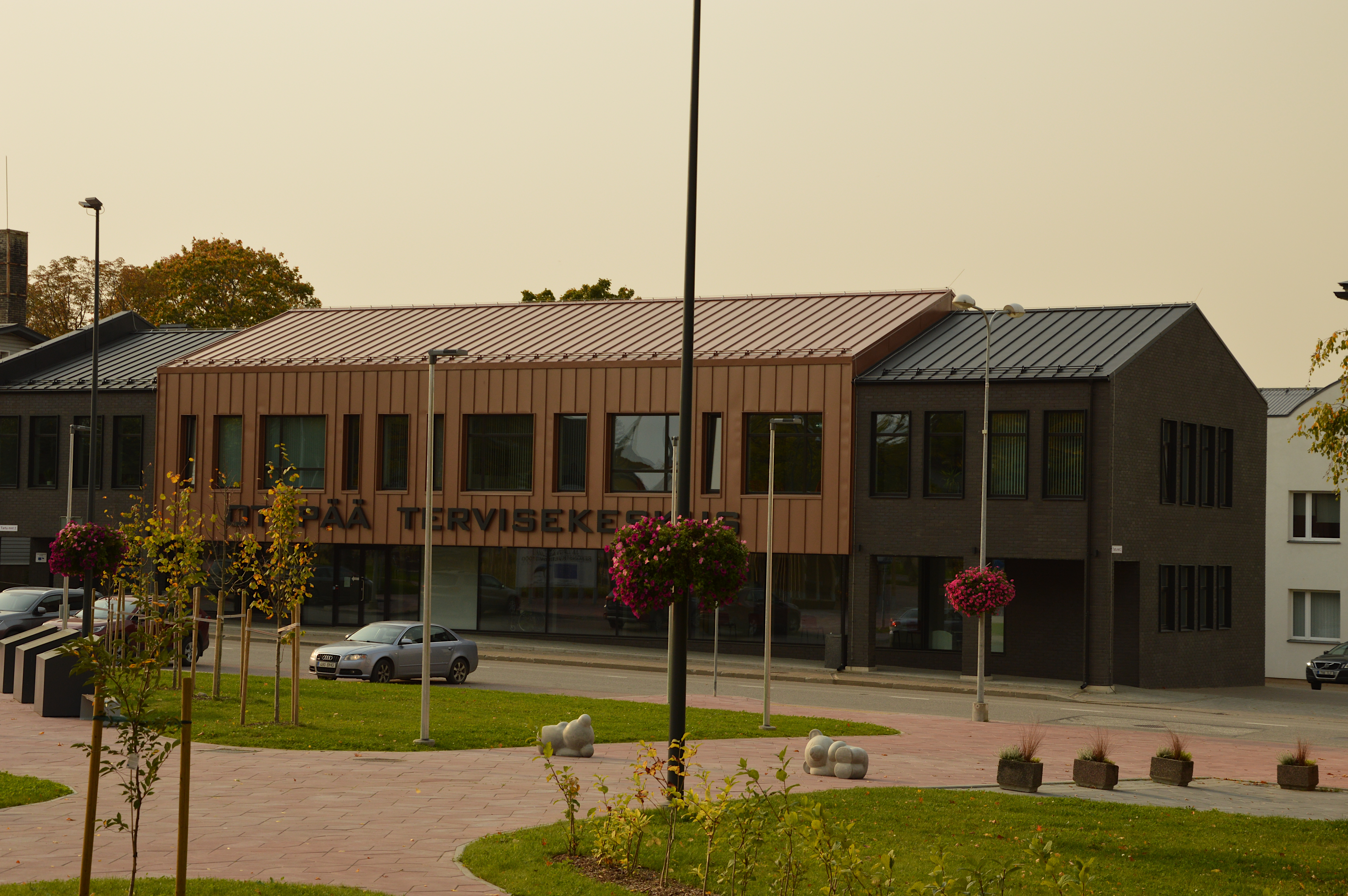
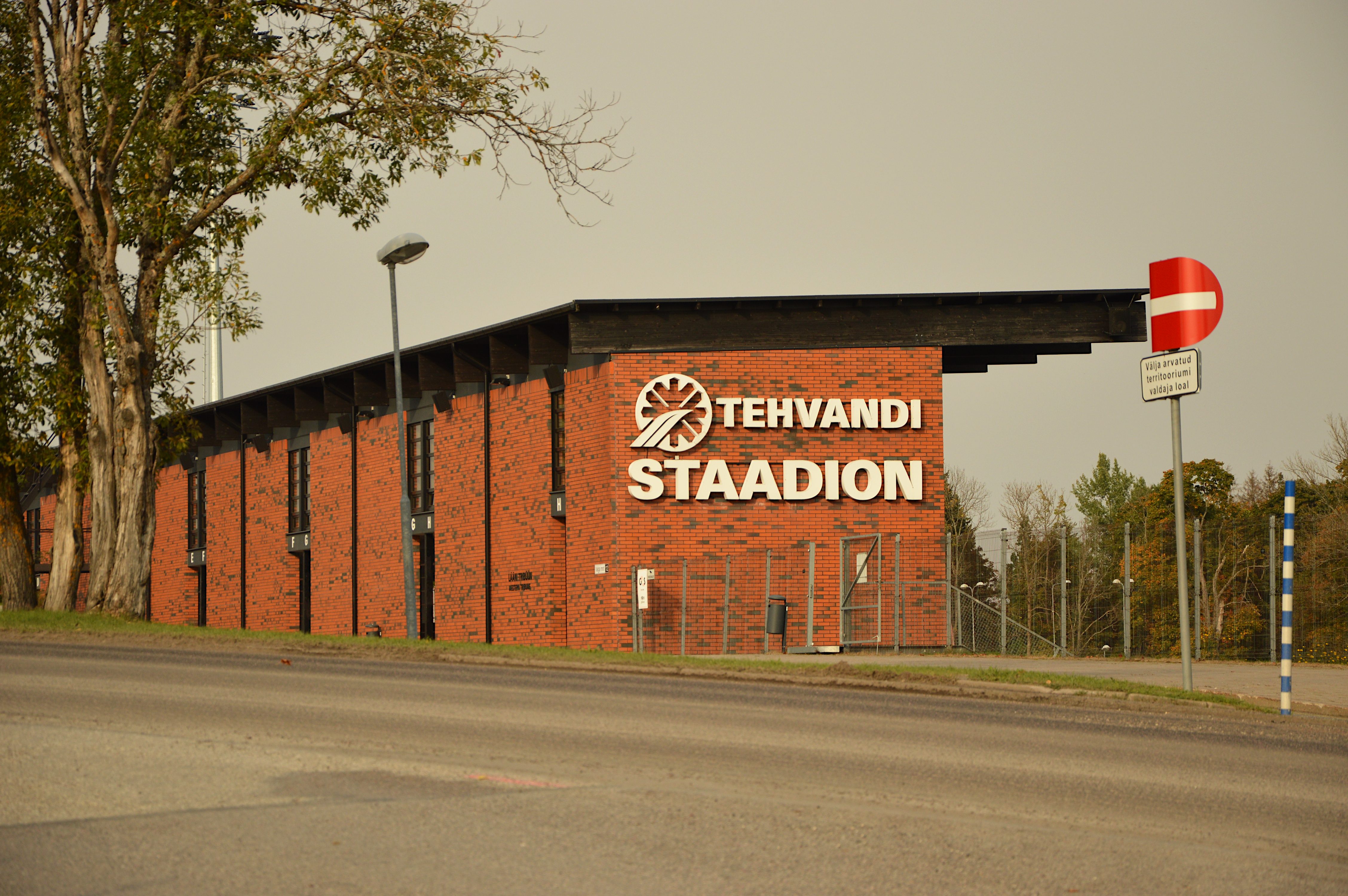
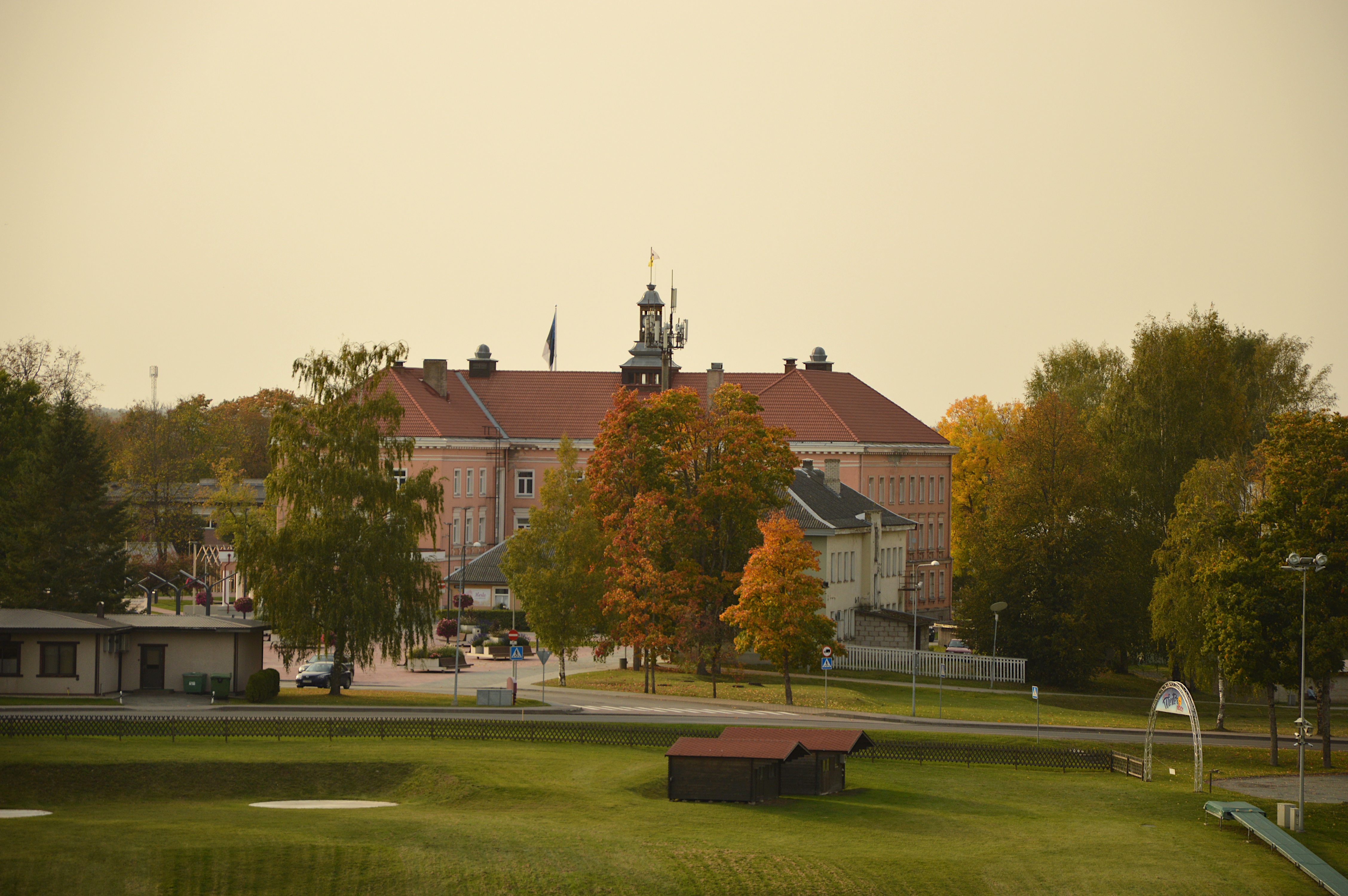
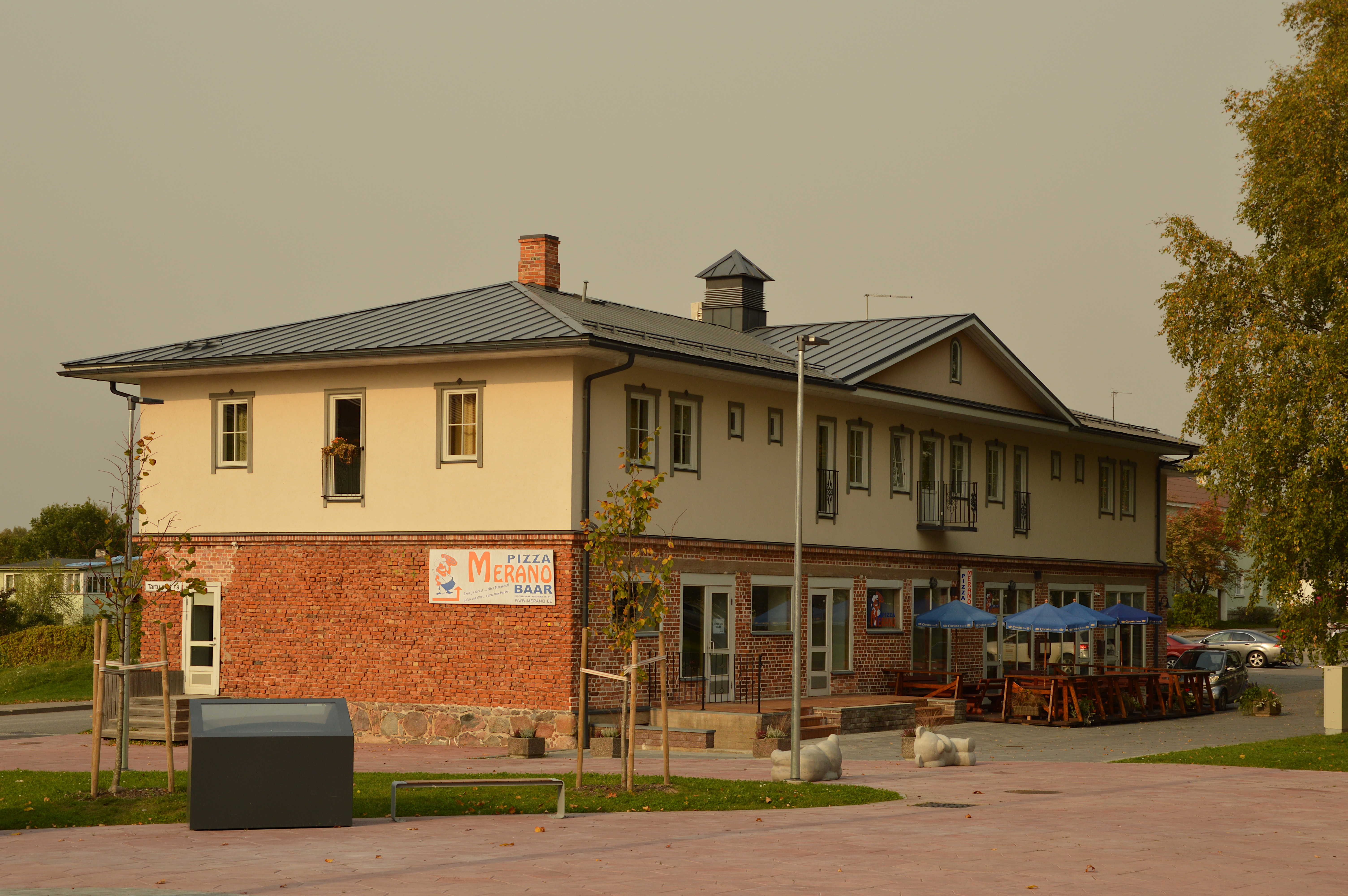